# 全黑足球俱乐部
钢巴全黑足球俱乐部（Gamba All Blacks F.C.）是位于加纳斯韦德鲁的职业足球俱乐部，球队是日本J联赛大阪钢巴的合作伙伴。
俱乐部的主体育场为斯韦德鲁运动体育场(Swedru Sports Stadium)。

## 球队荣誉
- 加纳SWAG杯: 1次

1997/98